# Магдала
Магдала је била древни јеврејски град у Галилеји, 5 км северно од Тиберијаде, на искрајку Генисаретске равнице, на караванском путу Назарет - Дамаск. До арапско-израелског рата 1948. арапско село Ал-Мајдал (арапски: المجدل) стајало је на месту древне Магдале. Израелска општина Мигдал сада се протеже на ту област. Верује се да је из овог града Марија Магдалена, која је била блиска ученица и пратиља Исуса Христа из Назарета.

## Историја
Археолошка ископавања спроведена 2006. године открила су да насеље датира из хеленистичког периода (између другог и првог века пре нове ере) и да је трајало до касног римског периода (трећи век нове ере). Каснија ископавања 2009–2013. донела су можда најважније откриће на локалитету: древну синагогу, названу „Синагога Мигдал“, која датира из периода Другог храма. То је најстарија синагога пронађена у Галилеји и једна од ретких синагога из тог периода пронађених у целој земљи, у време ископавања. Пронашли су и камен Магдале, на коме је уклесан симбол меноре са седам кракова. То је најранија менора тог периода која је откривена изван Јерусалима. У Магдали је 2021. године откривена још једна синагога из истог периода. Град су уништили Римљани током Првог јеврејско-римског рата.
Сва четири јеванђеља се односе на Исусову следбеницу која се зове Марија Магдалена, за коју се обично претпоставља да значи „Марија из Магдале“, иако не постоје библијски подаци који би указивали да ли је то било њено родно место или њен дом.
Хришћански ходочасници су писали о посети кући и цркви Марије Магдалене од 6. века па надаље, али се мало зна о селу у мамелучком и раном отоманском периоду, што указује да је вероватно било мало или ненасељено. У 19. веку, западни путници су га углавном описивали као веома мало и сиромашно муслиманско село.
Списак становништва из око 1887. показао је да Ал Мајдал има око 170 становника; сви муслимани.
Јеврејско пољопривредно насеље Мигдал основано је 1910–1911. на земљишту које су купили руски ционисти Јевреји, 1,5 километара северозападно од села Ал-Мајдал.
У време пописа становништва Палестине 1922. године, Ал Мајдал је имао популацију од 210 муслимана, што се повећало на 284 муслимана који су живели у 62 куће према попису из 1931. године. Сеоска привреда се заснивала на пољопривреди, повртарству и узгоју жита.
Током грађанског рата у Мандатарној Палестини 1947–1948, након што су арапску четврт Тиберијаду заузеле јеврејске снаге и њени становници евакуисани, арапска села која су је окруживала такође су депопуласана, укључујући Ал-Мајдал. Бени Морис пише да су старешине Мигдала и кибуца Гиносара убедиле становнике да напусте своје домове, затим су аутобусима превезени до јорданске границе. Израелци су потом булдожером уништили Ал-Мајдалу 1948. године.
Валид Халиди описује остатке села 1992. године: „Локација је прошарана рушевинама, Христовим трњем и неколико палми и маслина. Једина преостала знаменитост села је запуштено светилиште Мухамеда ал-Аџамија. Током посете 1980-их и 1990-их, Џејн Шаберг извештава да је то место било обележено знаком који каже: „Ово је било родно место Марије Магделене, град који је цветао пред крај периода Другог храма и један од градова које је Јосиф утврдио бен Матијаху (Јосеф) током велике побуне Јевреја против Римљана”. Исламска куполаста грађевина и стара камена кућа окружена каменим зидом прекривеним бодљикавом жицом. Коров је растао на месту где су ископавања вршена 1970-их, али су обустављена због цурења воде из подземних извора. Једна арапска породица која је живела у оближњој колиби служила је као чувар дела места у власништву Фрањеваца. Још једно мало земљиште било је у власништву Грчке православне цркве, док је остатак поседовао Јеврејски национални фонд (ЈНФ).

## Извор
- Библијски речник, Златоусти, 2002 ( 978-86-83623-07-5)